# Луспеник, Дмитрий Дмитриевич
Дмитрий Дмитриевич Луспеник (укр. Дмитро Дмитрович Луспеник; род. 30 сентября 1965, село Банилов, Черновицкая область) — украинский судья, секретарь Пленума Верховного Суда (с 2017 года), секретарь Первой судебной палаты Кассационного гражданского суда в составе Верховного Суда.

## Биография

### Образование
В 1990 году окончил Харьковский юридический институт имени Ф. Э. Дзержинского (ныне — Национальный юридический университет имени Ярослава Мудрого), специальность «Правоведение».

### Карьера
В 1985 году — делопроизводитель районного народного суда Ленинского района г. Черновцы.
В 1985—1986 годах — секретарь судебных заседаний районного народного суда Ленинского района г. Черновцы.
В 1990—1991 годах — стажёр народного судьи Ленинского районного народного суда г. Харькова.
В 1991—1993 годах — судебный исполнитель Ленинского районного народного суда г. Харькова.
В 1993—2001 годах — судья, заместитель председателя Киевского районного суда г. Харькова.
В 2002—2008 годах — судья Апелляционного суда Харьковской области.
В 2008—2011 годах — судья Верховного Суда Украины.
В 2011—2017 годах — судья, секретарь Пленума Высшего специализированного суда Украины по рассмотрению гражданских и уголовных дел, дважды переизбирался.
Дмитрий Луспеник является новоизбранным судьей Кассационного гражданского суда в составе Верховного Суда, созданного после реформы 2016 года.
14 ноября 2017 года Дмитрий Луспеник избран Председателем организационного комитета по созыву Пленума Верховного Суда и временно исполнял обязанности Председателя Верховного Суда. 30 ноября 2017 года Дмитрий Луспеник избран секретарём Пленума Верховного Суда.
С декабря 2017 года — секретарь Первой судебной палаты Кассационного гражданского суда в составе Верховного Суда.
3 декабря 2021 года Пленум Верховного Суда переизбрал Дмитрия Луспеника своим секретарём на следующие четыре года.
16 мая 2023 года, после отстранения Всеволода Князева с должности председателя Верховного Суда из-за подозрения в получении взятки, занял должность исполняющего обязанности Председателя Верховного Суда.

## Научные степени и звания, библиография
Кандидат юридических наук (2004), доцент (2008), автор (соавтор) 16 монографий, более 120 научно-практических публикаций по тематике: гражданское право, гражданский процесс, европейское право, судебно-правовая реформа.